# Llibre dels Ritus
El Liji o Llibre dels Ritus (xinès tradicional: 禮記, xinès simplificat: 礼记, pinyin: Lǐjì), també conegut com el Llibre dels Còstums, Clàssic dels Ritus, el Registres dels Ritus, Liki, Li Ji, Li Gi o Li Ch'i, va ser un dels Cinc Clàssics xinesos del cànon confucià.

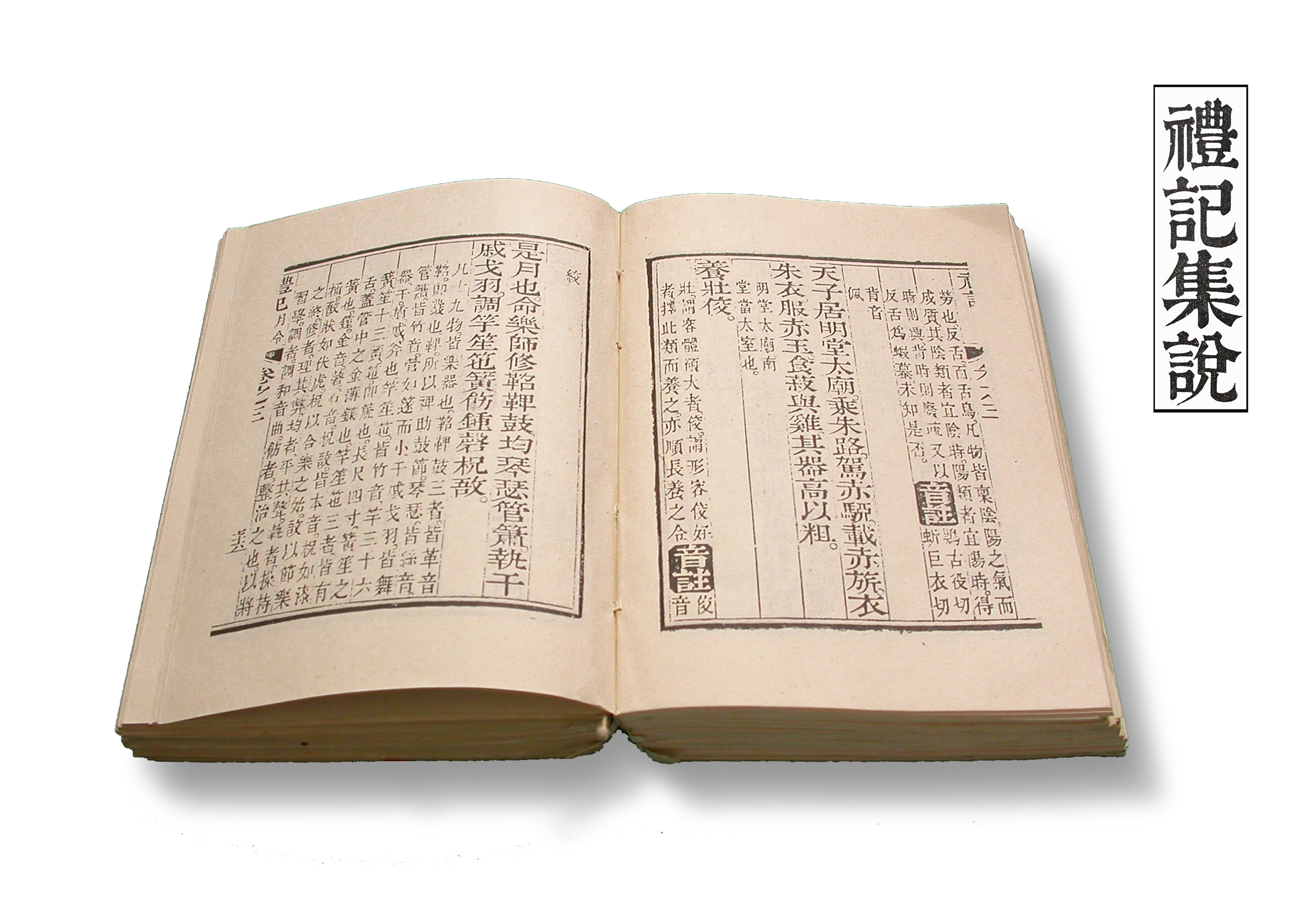
Llibre dels Ritus.